# Mintonia silvicola
Mintonia silvicola är en spindelart som beskrevs av Fred R. Wanless 1987. Mintonia silvicola ingår i släktet Mintonia och familjen hoppspindlar. Inga underarter finns listade i Catalogue of Life.